# Korskyrkan, Örebro
Korskyrkan är en kristen frikyrka i stadsdelen Adolfsberg i södra Örebro. Den tillhör Adolfsbergs Baptistförsamling som grundades 1918. 
Den nuvarande kyrkobyggnaden, som ligger mellan bostadsområdena Solfjädern och Nasta, uppfördes 1966. Den är utförd med en tidstypisk fasad i vitt mexitegel och har ett högt, spetsigt mittskepp med ljusinsläpp vid gavlarna som ger interiör och exteriör en speciell karaktär. Församlingen, med ett medlemsantal på knappt 200 individer, har även en fritidsgård, Adolfsbergsgården, i Adolfsberg som bedriver barn- och ungdomsverksamhet.

## Bildgalleri

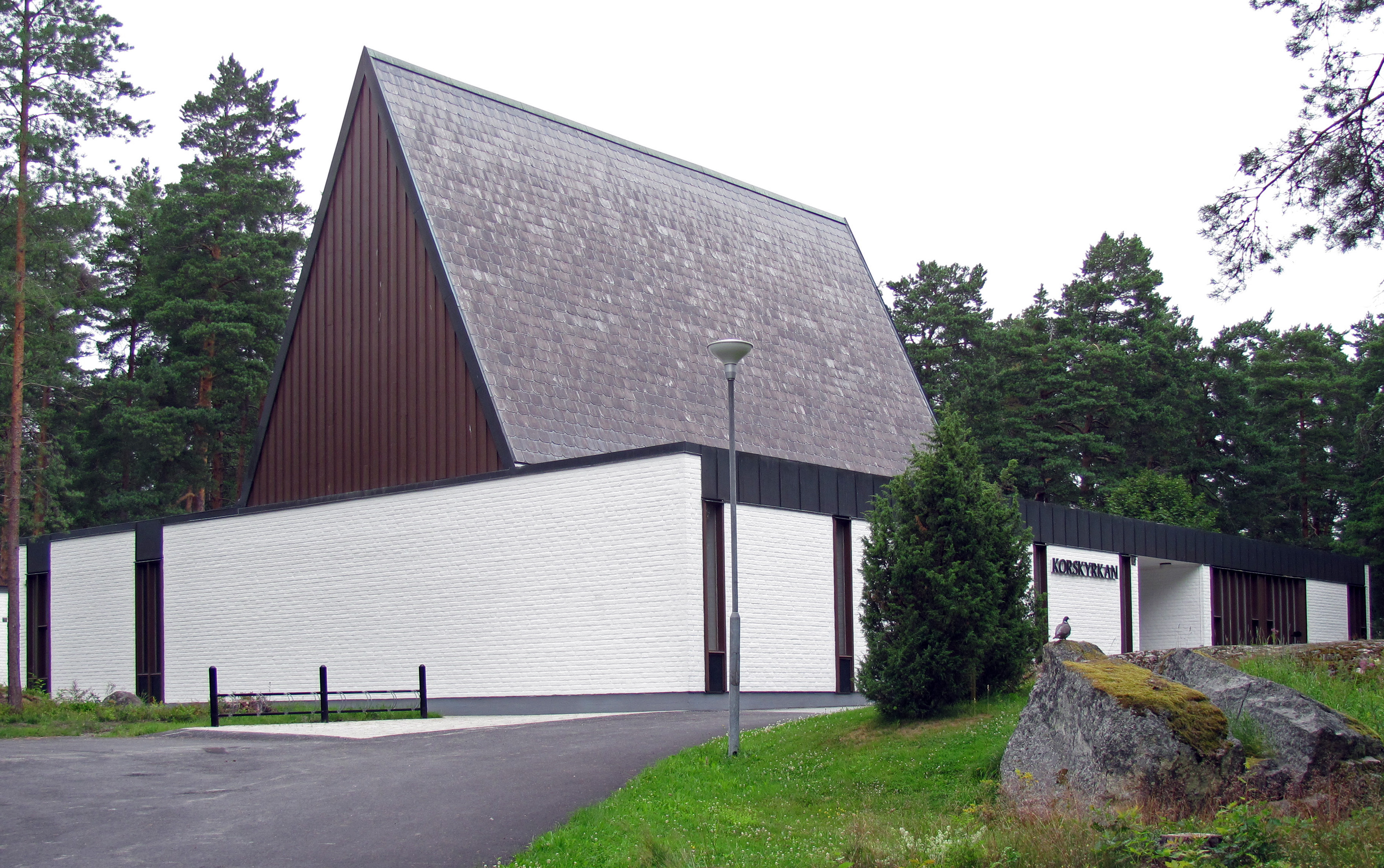
Korskyrkan från söder